# Thiachroia deilinias
Thiachroia deilinias là một loài bướm đêm trong họ Noctuidae.